# Fabiano Caruana
Fabiano Luigi Caruana (* 30. Juli 1992 in Miami, Florida) ist ein US-amerikanisch-italienischer Schachgroßmeister der Weltklasse. Er besitzt die US-amerikanische und die italienische Staatsbürgerschaft. Im Juli 2007 erfüllte er beim First-Saturday-Turnier in Budapest seine letzte Großmeister-Norm und war somit im Alter von 14 Jahren, 11 Monaten und 20 Tagen der jüngste italienische Schachspieler, dem dies bisher gelang. Bis 2014 war er außerdem der jüngste US-amerikanische Spieler, dem dies gelang; inzwischen ist dies Samuel Sevian.

## Schachkarriere
Caruana wurde 1992 in Miami im US-Bundesstaat Florida geboren, seine Eltern sind italienischer Abstammung. Im Jahr 1996 zogen seine Eltern mit ihm nach Brooklyn, New York, wo er bereits im Alter von fünf Jahren von dem bekannten Schachtrainer Bruce Pandolfini entdeckt wurde. Seine ersten internationalen Erfolge feierte Caruana bei den Panamerika-Meisterschaften: 2002 gewann er das Turnier der unter Zehnjährigen, im Jahr darauf den Titel der unter Zwölfjährigen. Dazwischen schrieb Caruana im September 2002 in den USA Schlagzeilen, als er bei einem Grand-Prix-Turnier in Manhattans Marshall Chess Club den Großmeister Aleksander Wojtkiewicz bezwingen konnte. Er löste damit im Alter von zehn Jahren und 117 Tagen Hikaru Nakamura als bisher jüngsten Spieler ab, der in einem vom US-amerikanischen Schachverband unterstützten Turnier einen Schachgroßmeister schlagen konnte. Im Jahre 2005 sorgte der 13-Jährige in Deutschland für Aufsehen: Beim Klaus-Junge-Open in Hamburg konnte er überraschend den slowakischen Großmeister Ľubomír Ftáčnik bezwingen.
Von Oktober 2005 bis Juni 2015 spielte Fabiano Caruana für Italien. In seiner ersten italienischen Einzelmeisterschaft Ende 2006 in Cremona belegte er punktgleich mit Michele Godena den ersten Platz, verlor aber den Stichkampf um den Titel knapp mit 1,5:2,5. Im Dezember 2007 wurde er in Martina Franca mit 9,5 Punkten aus 11 Partien italienischer Einzelmeister. Seine ersten beiden Großmeister-Normen erzielte Caruana im März und April 2007, ebenso wie seine letzte Norm bei First Saturday-Turnieren in Budapest. Sein Trainer ist der ungarische Großmeister Alexander Csernyin.
Im August 2007 gewann Caruana das Hogeschool Zeeland-Open im niederländischen Vlissingen, punktgleich mit drei Spielern (u. a. Sergey Tiviakov und Ralf Appel), aber mit der besten Feinwertung. In der letzten Runde remisierte er gegen den Ex-FIDE-Weltmeister Rustam Kasimjanov, der Sechster wurde.
Im Januar 2008 gewann Caruana die C-Gruppe des Corus-Turniers in Wijk aan Zee, er siegte überlegen mit 10 Punkten aus 13 Partien mit zwei Punkten Vorsprung auf Parimarjan Negi und Dimitri Reinderman. Im Dezember 2008 verteidigte er seinen Titel bei der italienischen Einzelmeisterschaft in Martina Franca mit 8 Punkten aus 11 Partien. Im Januar 2009 startete Caruana in der B-Gruppe des Corus-Turniers in Wijk aan Zee. Er gewann überraschend das stark besetzte Turnier der Kategorie 16 mit 8,5 Punkten aus 13 Partien, da er in der letzten Runde mit viel Glück den bis dahin führenden Briten Nigel Short schlagen konnte. Im Dezember 2010 gewann er in Siena mit 9 Punkten aus 11 Partien zum dritten Mal die italienische Einzelmeisterschaft. Im Juli 2011 siegte Caruana mit 7 Punkten aus 10 Partien beim AAI-Turnier in Neu-Delhi (Kategorie 17). Die italienische Einzelmeisterschaft 2011 in Perugia dominierte er mit 10 Punkten aus 11 Partien (+9 =2 −0), dreieinhalb Punkte vor dem Zweitplatzierten.
Im Juli 2012 gewann Fabiano Caruana die 40. Dortmunder Schachtage mit 6 Punkten aus 9 Partien (+4 =4 −1) dank besserer Wertung vor Sergei Karjakin. 2014 gewann er die 42. Dortmunder Schachtage bereits eine Runde vor Schluss. Sogar zwei Runden vor Schluss stand Fabiano Caruana im August / September 2014 beim Turnier um den Sinquefield Cup in St. Louis als Sieger fest. Er gewann mit 8,5 Punkten aus 10 Partien und damit mit drei Punkten Vorsprung vor Magnus Carlsen (5,5 Punkte). Caruanas Ergebnis in St. Louis entspricht einer Elo-Leistung von 3098. Damit übertraf er die bisher höchste Elo-Leistung bei einem Turnier (3002, erzielt von Carlsen 2009 in Nanjing).

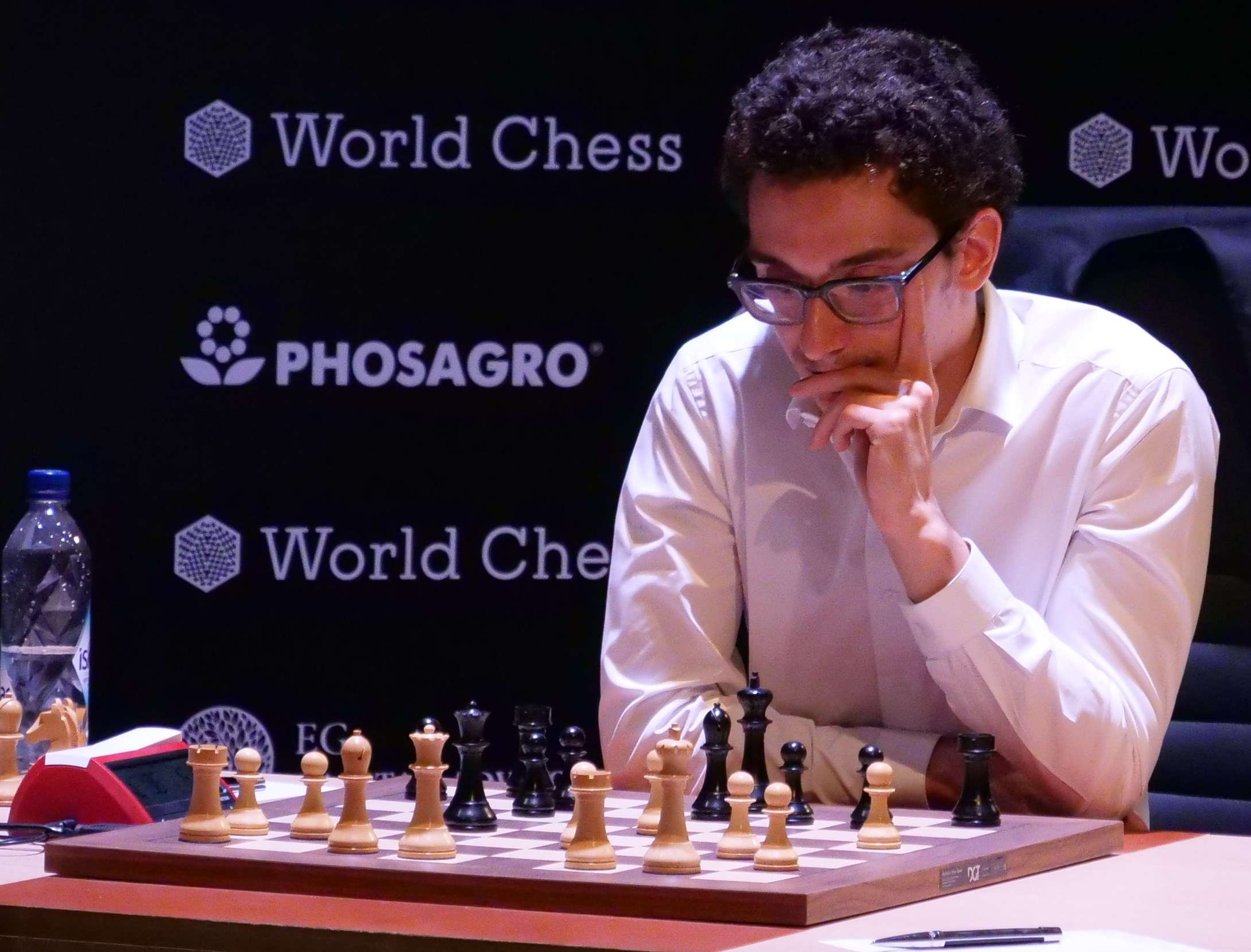
Kandidatenturnier Berlin 2018 (10. Runde)

Beim Kandidatenturnier zur Schachweltmeisterschaft 2016 erzielte er den zweiten Platz. Im April 2017 wurde er Zweiter beim Grenke Chess Classic vor Weltmeister Magnus Carlsen und hinter Lewon Aronjan. Im Dezember 2017 gewann er die London Chess Classics nach einem Sieg im Tie-Break über Jan Nepomnjaschtschi.
Als einer von zwei Spielern, die (außer den schon gesetzten Spielern) 2017 gemittelt die beste Elo-Zahl hatten und am Weltpokal oder Grand Prix 2017 teilgenommen hatten, qualifizierte er sich für das Kandidatenturnier im März 2018, das er mit 9 Punkten aus 14 Partien gewann. Dadurch qualifizierte er sich als Herausforderer des Weltmeisters und trat im November 2018 gegen Magnus Carlsen an. Die 12 regulären Partien endeten alle remis, doch im Tie-Break hatte Caruana mit 0:3 in Schnellpartien gegen Carlsen das Nachsehen.
Am 9. April 2018 gewann er das Grenke Chess Classic 2018 mit einem Punkt Vorsprung vor Carlsen. Am 7. Juni 2018 gewann er das Altibox Norway Chess 2018 mit einem halben Punkt Vorsprung vor Carlsen. Im September 2018 gewann er zusammen mit Magnus Carlsen und Lewon Aronjan den Sinquefield Cup.
Die Meisterschaft der Vereinigten Staaten gewann er 2016, 2022, 2023 und 2024.
Beim Schach-Weltpokal 2023 erreichte er den dritten Platz und qualifizierte sich damit zugleich für das Kandidatenturnier zur Schachweltmeisterschaft 2024, das er mit einem halben Punkt Rückstand auf den Sieger Gukesh abschloss.
| Die zur Anzeige dieser Grafik verwendete Erweiterung wurde dauerhaft deaktiviert. Wir arbeiten aktuell daran, diese und weitere betroffene Grafiken auf ein neues Format umzustellen. (Mehr dazu) |

## Mannschaftsschach

### Nationalmannschaft
Caruana spielte bei den Schacholympiaden 2008, 2010 und 2012 am Spitzenbrett der italienischen Mannschaft. 2016 vertrat er erstmals die USA bei einer Schacholympiade. Mit dieser Mannschaft gewann er die Goldmedaille, wobei Caruana erneut am Spitzenbrett spielte. Von 2007 bis 2013 nahm er an vier Mannschaftseuropameisterschaften teil.

### Vereinsschach

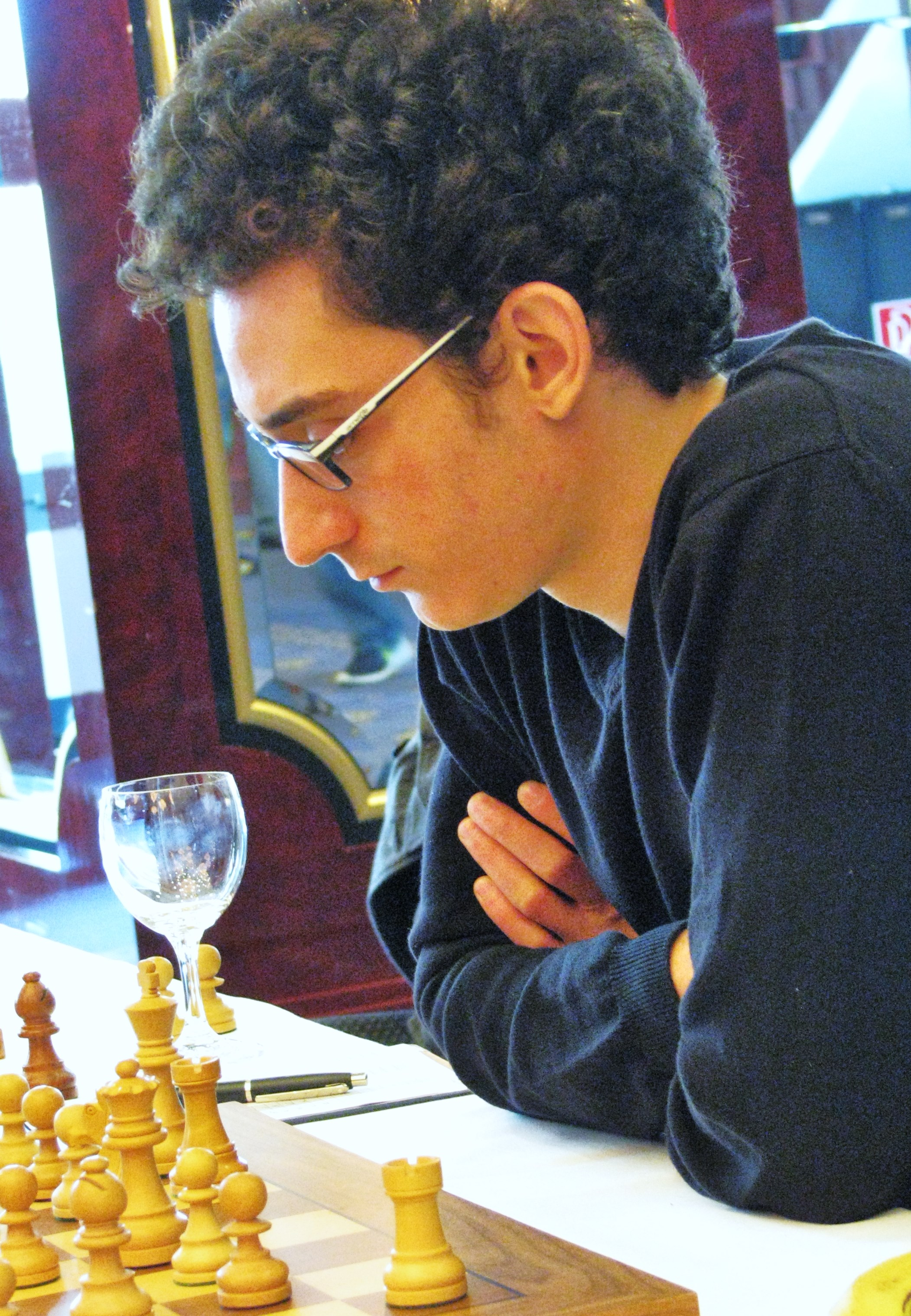
Für die OSG Baden-Baden bei der Bundesliga-Finalrunde 2017 in Berlin

In der deutschen Schachbundesliga spielte er von 2008 bis 2010 für die OSG Baden-Baden und wurde mit dieser 2009 und 2010 deutscher Mannschaftsmeister. Seit der Saison 2016/17 spielt Caruana erneut für Baden-Baden und wurde 2017, 2018, 2019 und 2020 Meister. In der Schweizer Nationalliga A spielte er von 2010 bis 2012 für die Schachgesellschaft Winterthur, in der französischen Top 12 spielte Caruana in der Saison 2010/11 für Évry Grand Roque. Die österreichische Bundesliga gewann Fabiano Caruana 2009 mit dem SK Husek Wien, in der russischen Mannschaftsmeisterschaft spielt er seit 2009 für SchSM-64 Moskau und wurde mit diesem 2010 und 2011 russischer Mannschaftsmeister. In der spanischen Mannschaftsmeisterschaft spielte er 2009 und 2010 für die Mannschaft von CA Linex-Magic Mérida, mit der er 2009 Meister wurde.
Am European Club Cup nahm Caruana in den Jahren 2009 bis 2011 mit SchSM-64 Moskau teil, 2013 und 2015 mit der Mannschaft von SOCAR Baku, die 2013 den dritten Platz und 2015 den zweiten Platz erreichte, und 2014 mit Obiettivo Risarcimento Padova, wobei er das beste Einzelergebnis am Spitzenbrett erreichte.

## Partiebeispiel
|   | a | b | c | d | e | f | g | h |   |
| 8 |   |   |   |   |   |   |   |   | 8 |
| 7 |   |   |   |   |   |   |   |   | 7 |
| 6 |   |   |   |   |   |   |   |   | 6 |
| 5 |   |   |   |   |   |   |   |   | 5 |
| 4 |   |   |   |   |   |   |   |   | 4 |
| 3 |   |   |   |   |   |   |   |   | 3 |
| 2 |   |   |   |   |   |   |   |   | 2 |
| 1 |   |   |   |   |   |   |   |   | 1 |
|   | a | b | c | d | e | f | g | h |   |

Die folgende Partie gewann Caruana mit den schwarzen Steinen beim Sinquefield Cup in St. Louis 2014 gegen den Weltmeister Carlsen.
Magnus Carlsen–Fabiano Caruana 0:1
St. Louis, 29. August 2014
Königsläuferspiel, C24
1. e4 e5 2. Lc4 Sf6 3. d3 c6 4. Sf3 d5 5. Lb3 Lb4+ 6. c3 Ld6 7. Lg5 dxe4 8. dxe4 h6 9. Lh4 De7 10. Sbd2 Sbd7 11. Lg3 Lc7 12. 0–0 Sh5 13. h3 Sxg3 14. fxg3 Sc5 15. Lxf7+ Kxf7 16. Sxe5+ Kg8 17. Sg6 Dg5 18. Tf8+ Kh7 19. Sxh8 Lg4 20. Df1 Sd3 21. Dxd3 Txf8 22. hxg4 Dxg4 23. Sf3 Dxg3 24. e5+ Kxh8 25. e6 Lb6+ 26. Kh1 Dg4 27. Dd6 Td8 28. De5 Td5 29. Db8+ Kh7 30. e7 Dh5+ 31. Sh2 Td1+ 32. Txd1 Dxd1+ 33. Sf1 Dxf1+ 34. Kh2 Dg1+ 0:1